# Мазурское поозёрье
Мазурское поозёрье (пол. Pojezierze Mazurskie) — озёрное плато на северо-востоке Польши, формирующее юго-восточную часть Балтийской гряды между нижним течением реки Висла и средней частью бассейна реки Неман. 
Бо́льшая часть поозёрья расположена на территории Варминьско-Мазурского воеводства, небольшие части находятся на территории Мазовецкого и Подляского воеводств.
Применительно к рельефу северо-восточной Польши принято использовать термин Мазурское поозёрье и Мазурские болота, а по отношению к гидрографии региона — термин Мазурские озёра, ранее Мазурская линия озёр.

## Рельеф
На севере обрывается к Поморской низменности, на юге переходит в Мазовецко-Подляскую низменность. Преобладает ледниково-аккумулятивный рельеф с большим количеством моренных холмов высотой до 317 м и межморенных котловин, часто занятых озёрами (всего около 2700 озёр общей площадью около 1450 км²), соединёнными многочисленными реками. Наиболее известны Мазурские озёра.

## Хозяйственное значение
Преобладают сосновые и смешанные леса; имеются торфяные болота, многочисленны верещатники. Много лугов. Значительная часть Мазурского поозёрья распахана (выращиваются рожь, картофель, на востоке — лён).